# 문경자연생태박물관
문경자연생태박물관은 경상북도 문경시에 있는 공립 박물관이다.